# Notació de Landau
En matemàtica, la  Notació de Landau , també anomenada "o minúscula" i "O majúscula", és una notació per a la comparació asimptòtica de funcions, la qual cosa permet establir la cota inferior asimptòtica, la cota superior asimptòtica i la cota ajustada asimptòtica. Anomenada així per Edmund Landau, qui va desenvolupar la teoria.

## Definició
La notació de Landau es defineix de la següent manera:
Si f, g són funcions complexes definides en un entorn d'un punt {\displaystyle x_{0}}, aleshores
- {\displaystyle F=O(g)\,\!} quan {\displaystyle x\rightarrow x_{0}} si i només si hi ha un {\displaystyle \epsilon >0} tal que {\displaystyle |f(x)|\leq \epsilon |g(x)|} per a tot {\displaystyle x} en un entorn de {\displaystyle x_{0}\,\!}.
- {\displaystyle F=o(g)\,\!} quan {\displaystyle x\rightarrow x_{0}} si i només si per tot {\displaystyle \epsilon >0} hem de {\displaystyle |f(x)|<\epsilon |g(x)|\,\!} per a tot {\displaystyle x} en un entorn de {\displaystyle x_{0}\,\!}.

Una versió una mica més restrictiva però més manejable que la definició anterior és la següent:
Siguin {\displaystyle f(x)\,\!}, {\displaystyle g(x)\,\!} dues funcions definides per {\displaystyle x>x_{0}.\,\!} i sigui {\displaystyle g(x)\neq 0\ \forall x>x_{0}\,\!}. Els símbols
signifiquen respectivament que {\displaystyle f(x)/g(x)\to 0\,\!} quan {\displaystyle x\to -\infty \,\!}, i que {\displaystyle f(x)/g(x)\,\!} està tancat per {\displaystyle x\,\!} prou gran. La mateixa notació és usada quan {\displaystyle x\,\!} tendeix a un límit finit o {\displaystyle -\infty \,\!}, o també quan {\displaystyle x\,\!} tendeix al seu límit a través d'una seqüència discreta de valors. En particular, una expressió és {\displaystyle o(1)\,\!} o {\displaystyle O(1)\,\!} si aquesta expressió tendeix a zero o aquesta fitada respectivament.
Dues funcions {\displaystyle f(x)\,\!} i {\displaystyle g(x)\,\!} definides en un veïnatge d'un punt {\displaystyle x_{0}\,\!} (finit o infinit) són anomenades  asimptòticament iguals  si {\displaystyle f(x)/g(x)\to 1\,\!} quan {\displaystyle x\to x_{0}\,\!}
Si les fraccions {\displaystyle f(x)/g(x)\,\!}, {\displaystyle g(x)/f(x)\,\!} estan acotades en un veïnatge de {\displaystyle x_{0}\,\!} es diu que {\displaystyle f(x)\,\!}, {\displaystyle g(x)\,\!}  són del mateix ordre  quan {\displaystyle x\to x_{0}\,\!}

## Propietats
Context de les propietats 
Siguin {\displaystyle a,b\in \mathbb {R} \,\!} i suposem que {\displaystyle f\,\!} és una funció definida sobre un interval finit o infinit {\displaystyle a\leq x<b\,\!} i és integrable en qualsevol interval {\displaystyle (a,b')\,\!} amb {\displaystyle b'<b\,\!} podem escriure
Sigui {\displaystyle o_{0},o_{1},o_{2},\ldots \,\!} una successió de nombres i sigui
la mateixa notació serà utilitzada per altres lletres. Es tenen les següents propietats:
1. Suposeu que {\displaystyle f(x)\,\!}, {\displaystyle g(x)\,\!} estan definides en {\displaystyle a\leq x<b\,\!} i integrables en qualsevol {\displaystyle (a,b')\,\!}, que {\displaystyle g(x)\geq 0\,\!} i que {\displaystyle G(x)\to +\infty \,\!} quan {\displaystyle x\to b\,\!}. Si {\displaystyle f(x)=o(g(x))\,\!} quan {\displaystyle x\to b\,\!}, aleshores també s'haurà de  {\displaystyle F(x)=o(G(x))\,\!}
2. Siguin {\displaystyle \{O_{\nu }\},\ \{v_{\nu }\},\ \,\!} dues successions de nombres, aquesta última positiva. Si {\displaystyle \{O_{\nu }\}=o\{v_{\nu }\},\ \,\!} i {\displaystyle V_{\nu }\to +\infty \,\!}, llavors  {\displaystyle O_{\nu }=o(V_{\nu })\,\!}
3. Suposeu que la sèrie {\displaystyle \sum v_{\nu }\,\!} convergeix, que els {\displaystyle v\,\!} 's són positius, i que {\displaystyle O_{\nu }=o(v_{\nu })\,\!}. llavors  {\displaystyle O_{\nu }+U_{\nu +1}+\cdots =o(v_{\nu }+v_{\nu +1}+\cdots )\,\!}
4. Sigui {\displaystyle f(x)\,\!} una funció positiva, monòtona i finita definida per {\displaystyle x\geq 0\,\!} i sigui  {\displaystyle F(x)=\int _{0}^{x}f\mathrm {d} t,\quad F_{n}=f(0)+f(1)+\cdots +f(n).\,\!}  Llavors 
 {\displaystyle (i)} si {\displaystyle f(x)\,\!} decrementa, {\displaystyle F(n)-f_{n}} tendeix a un límit finit 
 {\displaystyle (ii)} si {\displaystyle f(x)\,\!} s'incrementa, {\displaystyle F(n)\leq F_{n}\leq F(n)-f(n)_{n}\to +\infty }
5. Sigui {\displaystyle f(x)\,\!} positiva, finita i monòtona per {\displaystyle x\geq 0\,\!}. Si es compleix {\displaystyle (i)} {\displaystyle f(x)\,\!} s'incrementa i {\displaystyle F(x)\to \infty \,\!} o {\displaystyle (ii)} {\displaystyle f(x)\,\!} s'incrementa i {\displaystyle f(x)=o(F(x))\,\!}, llavors {\displaystyle F_{n}\,\!} és asimptòticament igual a {\displaystyle F(n)\,\!}

{\displaystyle \,\!}